# 曼维利耶 (卢瓦雷省)
曼维利耶（法語：Mainvilliers，法語發音：[mɛ̃vilje]）是法国卢瓦雷省的一个旧市镇，位于该省东北部，属于皮蒂维耶区。曼维利耶已于2016年1月1日起和另外6个市镇合并为新市镇勒马勒塞布瓦（Le Malesherbois）。

## 地理
曼维利耶（48°18'2"N, 2°16'46"E）面积10.3 平方千米，位于法国中央-卢瓦尔河谷大区卢瓦雷省，该省份为法国中北部省份，北起埃松省，西北接厄尔-卢瓦省，西南接卢瓦-谢尔省，南至涅夫勒省和谢尔省，东临约讷省，东北接塞纳-马恩省。
与曼维利耶接壤的市镇（或旧市镇、城区）包括：布鲁伊、欧德维尔、塞萨维尔-多桑维尔、楠日维尔、奥尔沃-贝勒索沃、布朗迪。

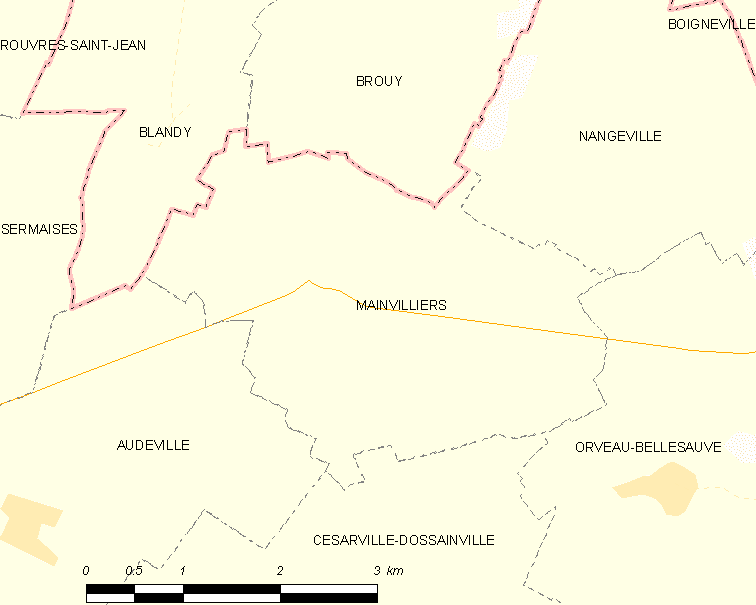
的OSM定位图

曼维利耶的时区为UTC+01:00、UTC+02:00（夏令时）。

## 行政
曼维利耶的邮政编码为45330，INSEE市镇编码为45190。

## 政治
曼维利耶所属的省级选区为勒马勒塞布瓦县。

## 人口

1962-2008年间人口变化图示

曼维利耶于2018年1月1日时的人口数量为266人。